# Pekka Suorsa
Pekka Suorsa, finski smučarski skakalec, * 8. december 1967, Kajaani, Finska.
V svetovnem pokalu je nastopal od leta 1984 do  1990. Na svetovnem prvenstvu v Oberstdorfu je s finsko ekipo osvojil zlato medaljo na veliki skakalnici. 

## Dosežki

### Zmage
Suorsa ima 2 zmagi za svetovni pokal:
| Sezona  | Država/Prizorišče |
| ------- | ----------------- |
| 1985/86 | Chamonix          |
| 1985/86 | Oberstdorf        |